# Хлордисилан
Хлордисилан — неорганическое соединение,
хлорпроизводное дисилана с формулой Si2H5Cl,
бесцветная жидкость,
самовоспламеняется на воздухе.

## Получение
- Реакция дисилана и хлористого водорода:

{\displaystyle {\mathsf {Si_{2}H_{6}+HCl\ {\xrightarrow {AlCl_{3}}}\ Si_{2}H_{5}Cl+H_{2}}}}
- Пропускание паров иодсилана над хлоридом серебра:

{\displaystyle {\mathsf {Si_{2}H_{5}I+AgCl\ {\xrightarrow {}}\ Si_{2}H_{5}Cl+AgI}}}

## Физические свойства
Хлордисилан образует бесцветную жидкость,
самовоспламеняется на воздухе.
Медленно разлагается при комнатной температуре, и быстро при -24°С в присутствии следов хлористого водорода или хлорида алюминия.